# هنادی الهندی
هنادی الهندی نخستین خلبان زن سعودی است. وی که متولد شهر مکه است وقتی اعلام کرد قصد دارد خلبان شود با مخالفت اطرافیان و خویشاوندان خود مواجه شد. وی گفت: به خود و خانواده‌اش افتخار می‌کند و از آنها برای حمایت‌هایشان در انتخاب این حرفه تشکر می‌کند.
این زن ۳۵ ساله که تا پیش از این با مشکل کلیوی مبارزه کرده، توانست از سازمان هواپیمایی کشوری عربستان مجوز خلبانی دریافت کند. «هنادی الهندی» با حجاب کامل اسلامی، پرواز خود را با هواپیماهای بزرگ و کوچک اختصاصی متعلق به کمپانی هلدینگ سعودی آغاز کرده‌است.